# Лина Вертмюлер
Лина Вертмюлер е италианска режисьорка и сценаристка от швейцарски произход. 

## Биография и творчество
Лина Вертмюлер е родена на 14 август 1928 г. в Рим в аристократично швейцарско семейство.
През 1951 г. завършва Римската театрална академия под ръководството на Пиетро Шаров, работи като асистент-режисьор в музикални и драматични театри. След среща с Федерико Фелини става помощник-режисьор във филмите му „Сладък живот“ и „8½“.
През 1963 г. тя заснема първия си пълнометражен филм „Базилиски“. През този период тя се среща с актьора Джанкарло Джанини, който по-късно играе в най-добрите и ленти. След това Вертмюлер прави филма „Този път нека говорим за мъжете“ (1965), комедията „Рита отегчението“ (1966).
Тя се омъжва за Енрико Йова, който става художник в нейните филми.
През 1972 г. комедията „Insulted Mimi Metallurgist“ е номинирана за награда на филмовия фестивал в Кан. В този и нейните следващи филми, изиграни от Джанкарло Джанини, печели международна слава.
През 1976 г. филмът ѝ „Седем красавици“ е номиниран за Оскар за най-добра режисура, с което Вертмюлер става първата жена номиниран за тази награда, както и за Оскар за най-добър оригинален сценарий. 
Лина Вертмюлер действа като театрален драматург и съавтор на други режисьори, също е режисьор на операта „Кармен“ в театър „Сан Карло“ в Неапол.

## Филмография

### Режисьор
| година | филм           | оригинално заглавие                                                                                       | бележки                                                                                    |
| ------ | -------------- | --- | ------------------------------------------------------------------------------------------ |
| 1963   |                | I basilischi!                                                                                             |                                                                                            |
| 1965   |                | Questa volta parliamo di uomini                                                                           |                                                                                            |
| 1966   |                | Rita la zanzara                                                                                           |                                                                                            |
| 1968   |                | Non stuzzicate la zanzara                                                                                 |                                                                                            |
| 1968   |                | Il mio corpo per un poker                                                                                 |                                                                                            |
| 1972   |                | Mimì metallurgico ferito nell'onore                                                                       |                                                                                            |
| 1973   |                | Film d'amore e d'anarchia, ovvero: stamattina alle 10, in via dei Fiori, nella nota casa di tolleranza... |                                                                                            |
| 1974   |                | Tutto a posto e niente in ordine                                                                          |                                                                                            |
| 1974   |                | Travolti da un insolito destino nell'azzurro mare d'agosto                                                |                                                                                            |
| 1975   | Седем хубавици | Pasqualino Settebellezze                                                                                  | номинация – Оскар за най-добра режисура номинация - Оскар за най-добър оригинален сценарий |
| 1978   |                | La fine del mondo nel nostro solito letto in una notte piena di pioggia                                   |                                                                                            |
| 1978   |                | Fatto di sangue fra due uomini per causa di una vedova – si sospettano moventi politici                   |                                                                                            |
| 1983   |                | Scherzo del destino in agguato dietro l'angolo come un brigante da strada                                 |                                                                                            |
| 1984   |                | Sotto... sotto... strapazzato da anomala passione                                                         |                                                                                            |
| 1985   |                | Un complicato intrigo di donne, vicoli e delitti                                                          |                                                                                            |
| 1986   |                | Notte d'estate con profilo greco, occhi a mandorla e odore di basilico                                    |                                                                                            |
| 1989   |                | In una notte di chiaro di luna                                                                            |                                                                                            |
| 1990   |                | Sabato, domenica e lunedì                                                                                 |                                                                                            |
| 1992   |                | Io speriamo che me la cavo                                                                                |                                                                                            |
| 1996   |                | Metalmeccanico e parrucchiera in un turbine di sesso e di politica                                        |                                                                                            |
| 1996   |                | Ninfa plebea                                                                                              |                                                                                            |
| 1999   |                | Ferdinando e Carolina                                                                                     |                                                                                            |
| 2004   |                | Peperoni ripieni e pesci in faccia                                                                        |                                                                                            |